# Horváth Ferenc (színművész, 1830–1917)
Horváth Ferenc (Győr, 1830. – Baja, 1917. február 6.) színész, igazgató.

## Életútja
Honvédként részt vett az 1848–49-es forradalom és szabadságharcban. 1860. október 1-én Győrben lett színésszé, Szuper Károlynál. 1879-ben és 1881–1882-ben Újpesten, Újvidéken és Zentán volt színigazgató. 1887. február 19-én ülte meg 35. és szabadkai színészkedése 25. évfordulóját, a Haramiákban Moór Ferenc szerepében. 1890-ben nyugállományba vonult. Elhunyt 1917. február 6-án reggel, örök nyugalomra helyezték 1917. február 8-án délután a Kálvária temetőben a református egyház szertartása szerint.
Kitűnő komikus volt, mint híres majomutánzó tette nevét ismertté. A budai Népszínház kiváló tagja volt.
Neje, Farkas Katalin volt.

## Fontosabb szerepei
- Dolhein Erasmus (Suppé: Egy női gonosz szellem)
- Gara László (Dobsa L.: V. László)

## Működési adatai
1860: Szombathely; 1860–61: Győr; 1861–68: Hubay; 1869–70: Miskolc; 1870–73: Szabadka; 1873: Arad; 1873–74: Győr; 1878: Szabadka; 1880: Székesfehérvár; 1886–88: Szabadka; 1889: Győr.
Igazgatóként: Újpest, Újvidék, Ada, Zenta, Szentendre.